# Teegebäck

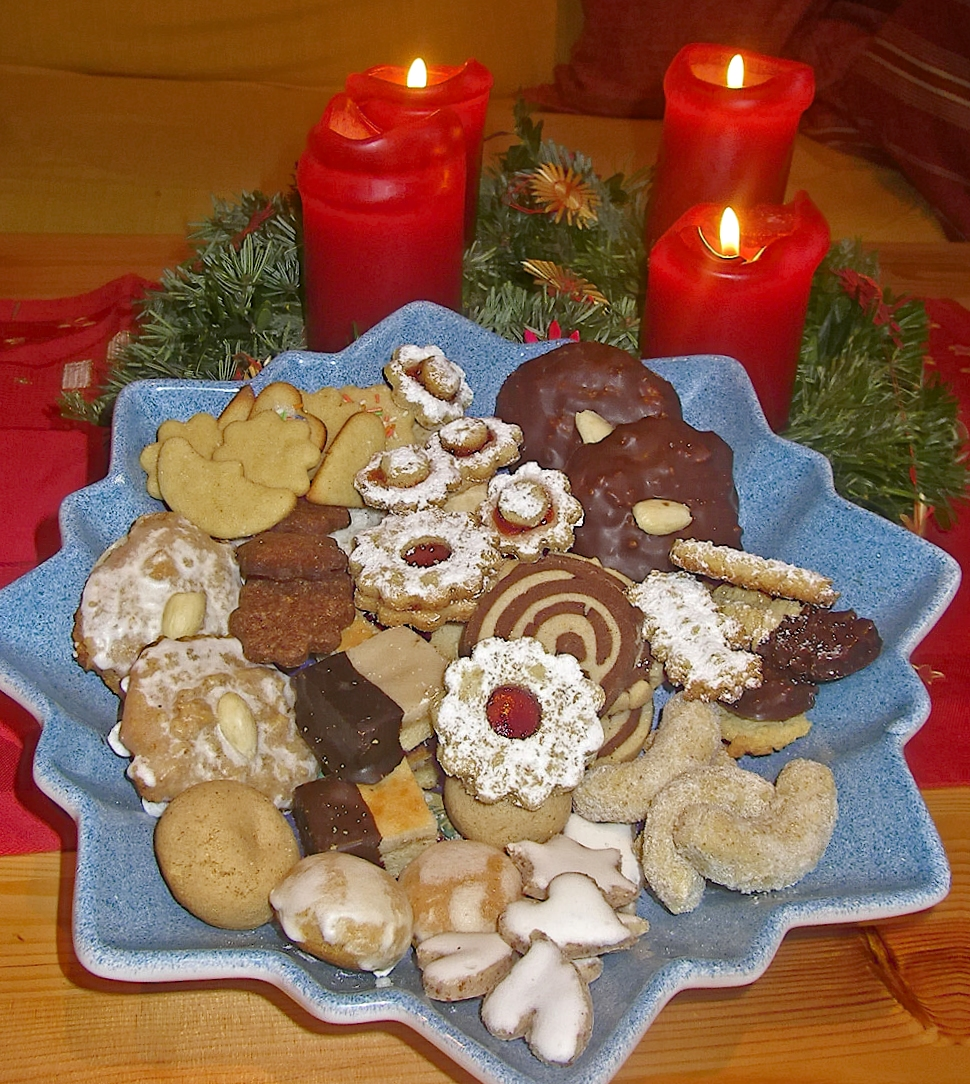
Tee- und Weihnachtsgebäck: glasiert, dekoriert, gespritzt, ausgestochen und eingelegt (mittig im Bild)

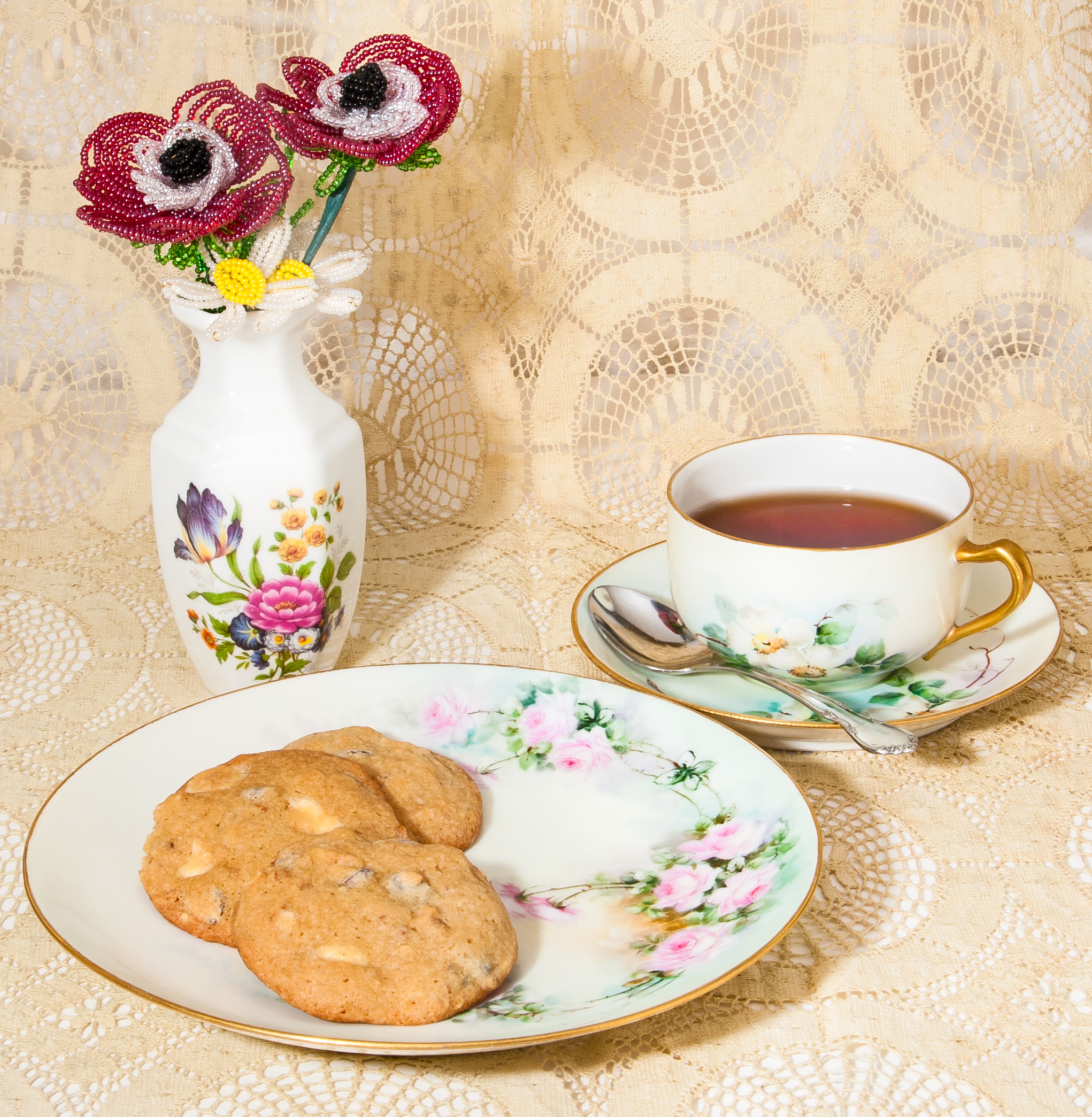
Teegebäck zu Tee

Teegebäck ist die Sammelbezeichnung für kleine Stücke mürber Backware. Der Name kommt nicht von einer Zutat, sondern vom Gebrauchszweck, da sie ursprünglich zum Tee gereicht wurden. Der Begriff ist vor allem in Österreich gebräuchlich (österr. auch Teebäckerei).
Üblicherweise werden Teegebäcke aus Mürbteigen hergestellt, aber auch aus Rührmassen, Biskuitmassen oder Makronenmasse, auch mit Beigabe von Marzipan, Schokolade, Nüssen usw. Gerührter Mürbteig eignet sich für Spritzgebäck, gekneteter Mürbteig für ausgestochenes Teegebäck (z. B. Linzer Augen). Man unterscheidet des Weiteren eingelegtes Teegebäck (Schachbrett- oder Schwarz-Weiß-Gebäck) sowie zusammengesetzte, glasierte und dekorierte Teegebäcke, sie werden in Sorten allein oder als Mischung angeboten. Teeplätzchen sind kleine, ungefüllte, runde Biskuitplätzchen.
„Theegebäck“ wurde im 19. Jahrhundert bei Teegesellschaften zum Tee gereicht, üblich waren auch Butterbrote mit Schinken und „hartes Backwerk“, belegte Brötchen etc.
In der Ausgabe ihres Kochbuchs Die Süddeutsche Küche von 1906 veröffentlichte die Österreicherin Katharina Prato mehr als 120 Rezepte für Gebäcke zum Tee. Im 20. Jahrhundert wurden dann viele Sorten der Teebäckerei zur Weihnachtsbäckerei, etwa Vanillekipferl, Ischler Törtchen, Makronen, Heidesand, Spitzbuben, Husarenkrapferl u. a.